# Свербилова, Галина Львовна
Галина Львовна Свербилова (16 марта 1937 — 6 июня 2024) — советская и российская театральная актриса. Заслуженная артистка РСФСР (31 июля 1970).

## Биография
Родилась в 1937 году в Москве. Образование получила в Гнесинском музыкально-педагогическом институте.

### Деятельность
Будучи студенткой, получила главную роль в постановке «Морозко». Играла в таких спектаклях, как «Три толстяка», «Иоланта», «Золотой ключик», «Мальчик-великан», «Волшебная флейта», «Волшебник Изумрудного города» и др.
Была первой актрисой Московского детского музыкального театра им. Натальи Сац. Была заведующей оперной труппой театра.
Скончалась в Атланте 6 июня 2024 года.

### Оценочные мнения
Всегда собранная, всегда сценичная, не допускающая себе никаких поблажек ни при каких обстоятельствах, талантливая и необыкновенно профессионально стабильная в любых ситуациях, всегда точная в её выразительных невероятных музыкальных фиоритурах, обладательница уникального колоратурного сопрано, запоминающегося хрустального тембра, полетного легкого голоса, различимого и слышимого в самых сложных акустиках, вокала высокой культуры исполнения, неизменно выразительно звучащего в любой партии, как лирического, так и характерного репертуара. Голос её обладал какой-то магией, завораживал настолько, что в театр приходили именно «на Свербилову», по нему учились и петь, и любить театр… Роли Галины Свербиловой на сцене театра всегда были наделены какой-то особой выразительностью и искренностью, – несомненные актерские удачи, наполненные особой добротой и юмором, простым человеческим обаянием и теплом.журнал «Театрал», 
Широкий творческий диапазон актрисы позволял Галине Львовне не только убедительно блистать на сцене, но и быть одной из самых любимых героинь юных зрителей-слушателей и не только Детского музыкального театра, ведь фирмой «Мелодия» были записаны множество пластинок, на которых звонкий голос Галины Львовны звучит до сих пор…журнал «Театрал», 
Бесконечно преданная Детскому музыкальному театру и делу просвещения юных, она безропотно следовала мысли и воле режиссера, задачам ролей и задумкам спектаклей, порой даже самостоятельно выполняя головокружительные трюки, как, например, в «Трех толстяках», или экстренно спасая репутацию театра, срочно вводясь в Чо-чо-сан…журнал «Театрал», 
Помимо блестящих актерских работ, Галина Львовна примерила на себя и должность заведующей оперной труппой театра, где несомненно её требовательность (прежде всего к себе), ответственность и обязательность, как и особое отношение к понятиям товарищества, партнерства, театральной семьи так же были востребованы и снискали огромное уважение в коллективе, так как каждый знал о её искренности, честности в профессии и к себе, и к другим.журнал «Театрал», 
Галина Львовна, человек с отличным чувством юмора и верой в торжество позитива, была прекрасным товарищем и другом, пропагандистом дела Наталии Сац, верным её соратником... Замечательная мама и преданная супруга, она, покинув, в силу обстоятельств, театр и уже проживая далеко за океаном, до последнего дня интересовалась каждой новостью о родном театре, была, как говорится, постоянно на связи, постоянно «на проводе», радовалась каждому успеху своих коллег, жила интересами и событиями любимого дома, которому отдала всю свою насыщенную и прекрасную жизнь.журнал «Театрал», 

## Издательства
- Виктор Иезекиилевич Викторов. Наталия Сац и Детский музыкальный театр. — "Композитор, 1993. — 252 с. — ISBN 978-5-85285-204-5.